# 滇缅旌节花
滇缅旌节花（学名：Stachyurus cordatulus）为旌节花科旌节花属下的一个种。